# Situazione kafkiana
(Franz Kafka, Il processo, incipit)

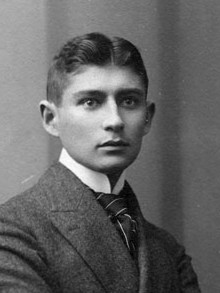
Franz Kafka nel 1906

Il termine kafkiano è un neologismo della lingua italiana che indica una situazione paradossale, e in genere angosciante, che viene accettata come status quo, implicando l'impossibilità di qualunque reazione tanto sul piano pratico quanto su quello psicologico.
Il termine deriva da Franz Kafka, la cui opera è ricca di situazioni di questo tipo; si pensi per esempio a Il processo, Il castello, La metamorfosi, o America.
Un termine equivalente potrebbe essere "perturbante" nell'accezione freudiana: qualcosa che è estraneo e familiare ad un tempo, e risuona inquietante proprio per questa sua ineliminabile e spiazzante ambiguità.
Uno degli esempi più paradigmatici di situazione "kafkiana" è quello del Processo di Kafka, in cui l'impotenza (l'impossibilità della reazione) viene messa in relazione, tra l'altro, col tema della burocrazia giudiziaria. In quest'opera, il protagonista "Josef K." riceve inaspettatamente la notizia di essere in arresto. Un giorno, trovandosi negli uffici della banca dove lavora, apre la porta di un ripostiglio e vi trova i poliziotti che si erano presentati in casa sua, puniti da un aguzzino, perché Josef K. si era lamentato del loro comportamento.
L'effetto kafkiano del lettore si scatena però non in questa sorpresa irreale, ma nel constatare il comportamento del protagonista: egli non reagisce al fatto di trovare dei poliziotti là dove mai avrebbe pensato ma si preoccupa che i poliziotti non facciano troppo rumore quando sono frustati. La paura di Josef K. è che i colleghi o i suoi sottoposti si presentino a vedere cosa succede e scoprano così che egli è sotto processo. La vergogna per l'indagine, a cui non ci si può opporre (Josef K. non sa neppure di preciso quale sia l'imputazione) viene così amplificata dal predominare paradossale del senso del pudore del protagonista. La scena mette bene in risalto il funzionamento dell'assurdo kafkiano. Cioè creare un contrasto che sembra irragionevole ma che in realtà rivela un aspetto profondo, sconvolgendo e spiazzando il lettore.

## Situazioni kafkiane nella letteratura e nel cinema
Molte opere letterarie e cinematografiche hanno sviluppato questo topos generale, spesso inserendosi nella tradizione dell'"assurdo" letterario e teatrale. In Italia, un autore spesso definito kafkiano è Dino Buzzati (soprattutto per la sua maggiore opera Il deserto dei Tartari).
Nel cinema si può citare Marco Ferreri, regista de La donna scimmia, che anche nel film L'udienza (1971) fa richiami molto espliciti a Il processo.
Nel film Indagine su un cittadino al di sopra di ogni sospetto (1970), di Elio Petri, il finale è riservato ad una citazione dell'opera kafkiana: "Qualunque impressione faccia su di noi, egli è servo della Legge e come tale sfugge al giudizio umano".
Nel film Io e Annie di Woody Allen, Shelley Duvall definisce l'amplesso susseguito all'appuntamento col protagonista un'esperienza kafkiana (soggiungendo, con gran perplessità di Allen, "e te lo dico come un complimento").
In ambito cinematografico è riscontrabile un riferimento anche nel film Chiedimi se sono felice di Aldo, Giovanni e Giacomo. La scena in cui viene citata è quella del provino quando i tre cercano invano di scritturare un'attrice per il ruolo di Rossana nel Cyrano.
Nel film Cube - Il cubo di Vincenzo Natali i protagonisti si ritrovano chiusi in un cubo colmo di trappole mortali. Tuttavia essi non conoscono il motivo della loro prigionia e non ne conoscono il mandante.
Nella cinematografia internazionale si può citare l'angosciante rapporto con la burocrazia descritto nel film Brazil di Terry Gilliam. I film di spionaggio Ipcress, del 1965 nel quale una spia inglese resiste al lavaggio del cervello e scopre il complotto del suo superiore e The Bourne Identity del 2002, nel quale un sicario perde la memoria, non sa più chi è e corre verso la morte che gli vogliono infliggere i suoi superiori, per aver fallito la missione.